# Фрагментация (размножение)
Фрагмента́ция (лат. fragmentatio) — способ бесполого размножения, при котором особь делится на две или несколько частей (фрагментов), каждая из которых растет и образует новый организм; способность некоторых живых существ восстанавливать утраченные органы или части тела (регенерация).
Фрагментация происходит у некоторых нитчатых водорослей (спирогира), у некоторых низших животных (например, плоские черви). Почкование — вид бесполого размножения живых организмов, при котором от тела родительской особи отделяется небольшая часть, развивающаяся в новую особь; последняя либо переходит к самостоятельному существованию, либо становится более или менее независимым членом колонии. Этот вид размножения является подвидом фрагментации.